# Maison de l'information sur la formation et l'emploi
Les Maisons de l’information sur la formation et l’emploi (MIFE) sont, en France, des structures locales assurant l’orientation de publics en recherche d’une insertion dans l’emploi ou d’une évolution professionnelle.

## Un dispositif expérimental d’orientation
Créées en référence aux travaux d’Évelyne Sullerot, Bernard Jouvin, Jean-Paul Murcier, Bertrand Schwartz, les Maisons de l’information sur la formation et l’emploi (MIFE) sont des structures, constituées généralement sous forme associative (mais parfois en tant que groupement d’intérêt public) employant de 2 à 25 personnes. 
L’inspirateur des MIFE est Gaston Paravy, docteur en sciences de l'éducation et membre du conseil économique et social de la région Rhône-Alpes. Il a conduit une recherche-action en orientation et a développé le concept de « guidance professionnelle personnalisée », une aide à l'élaboration et l'accompagnement d’un projet professionnel. 
Les MIFE offrent un accueil et un suivi aux personnes en quête d'un emploi, d'une formation ou d’une évolution de sa situation professionnelle. Les chômeurs constituent la majorité des usagers, mais les MIFE sont également une source importante pour d'autres personnes qui ont parfois difficilement accès à des informations adaptées : salariés en situation précaire ou travaillant dans de très petites entreprises, travailleurs indépendants, saisonniers, etc.
Une charte des MIFE, adoptée en janvier 2000 à Belfort, précise qu’elles « remplissent une mission de service public dans le cadre d'une organisation territoriale (…) enrichie par des pratiques de terrain. »
De par ses liens avec les organismes de formation et d'emploi, la MIFE assure une fonction d'animation locale de l'offre de formation :
- Par une recension exhaustive et une diffusion de l'offre de formation : Réalisation du Portail de la formation professionnelle continue (Guidance-formations.com) destiné à l'information du grand public et à sa sensibilisation à la démarche de formation professionnelle tout au long de la vie, et de L'Orientation à distance (jemoriente.info), en partenariat avec l'Office pour l'Orientation, la Formation Professionnelle et Continue du Canton de Genève (OFPC).
- Outil décentralisé et infra régional de la politique de l'État et des Conseils régionaux, en convention avec le CARIF, la MIFE est capable d'être source et fournisseur d'information pour les banques de données régionales.

Les MIFE seront également associées à la mise en place, avec le Comité d'information et de mobilisation pour l'emploi, d’un dispositif d’appui à l’émergence d’entrepreneurs, baptisé Balise.

## Un réseau inachevé
Les trois premières Maisons de l’information sur la formation (MIF) ont été créées en 1982 à l'initiative conjointe de l'État et de plusieurs collectivités territoriales, notamment les villes de Chambéry (Savoie), Cergy (Val-d’Oise) et Évry (Essonne).
L'association INTERMIF, rassemblant les premières MIF, est fondée en 1988. Elle octroie un label aux structures souhaitant utiliser la méthodologie mise au point dans le réseau. Une circulaire du ministère du travail (DFP du 17/07/1989) sur le « développement de structures locales d'information sur la formation auprès du public final ; prévoit la mise en place d'un réseau national d'une trentaine de MIF. En 1994, à la demande de l’État, les MIF sont mentionnées dans les contrats de plan signés entre l’État et les régions.
Les MIF changent d'appellation en 1998 et deviennent des MIFE (Maisons de l'information sur la formation et l'emploi) ; le réseau national se rebaptise INTERMIFE.
Il y a en 1999 près de 50 MIFE en France, un chiffre qui ne sera pas dépassé ensuite et qui est de 40 en 2010. Le réseau des MIFE est principalement implanté en Rhône-Alpes, Pays de la Loire et Bourgogne. On trouve également plusieurs MIFE en Basse-Normandie et en Île-de-France. Des établissements isolés existent aussi dans le Nord-Pas-de-Calais, la Picardie, la Guadeloupe et en Franche-Comté.

## Précurseur des maisons de l'emploi
Plusieurs structures, portant le label MIFE, avaient participé à l’expérimentation du concept de maison de l'emploi ; c’est le cas notamment à Belfort (Territoire de Belfort), Rueil-Malmaison (Hauts-de-Seine), Saumur (Maine-et-Loire), Cherbourg (Manche), Dunkerque (Nord) ou Auxerre (Yonne).
Après le lancement du plan de cohésion sociale, ces structures obtiendront le label de « maison de l'emploi », en référence aux règles posées par la loi du 19 janvier 2005. Si certaines MIFE restent attachées à leur identité d’origine, notamment en Rhône-Alpes, d’autres s’en éloignent quelque peu, à l’image de la maison de l'emploi d’Auxerre qui se retire du réseau.
Jean-Paul Anciaux, député de Saône-et-Loire, président de la MIFE d'Autun, fut président du réseau Inter-MIFE jusqu’en juin 2005. Il céda sa place après avoir été nommé président du comité national de labellisation des maisons de l'emploi à Gaston Paravy, fondateur du concept. Il avait été précédé en tant que président du réseau par Jean-Louis Ghiglione, adjoint au maire de Châtenay-Malabry.

## Sources
- Évelyne Sullerot, Rapport sur l'orientation professionnelle et la reconversion des adultes, Ministère du travail et de la participation, 81 p, Paris, 1979
- Bernard Jouvin, Rapport sur les systèmes d'information professionnelle et d'orientation au service des jeunes et des adultes, Ministère de l'éducation, 106p., Paris, 1980
- Jean-Paul Murcier, L'orientation et la reconversion des adultes, rapport au Conseil Économique et Social, Paris, 1980
- Bertrand Schwartz, L'Insertion des jeunes en difficulté, rapport au Premier ministre, Paris, La Documentation française, 1981 (réédition avec une nouvelle préface, Paris, Apogée, 2007)

## Pour en savoir plus
- Site officiel du réseau Inter-MIFE
- Emploi et création
- Site de l’association Alliance Villes Emploi
- Portail de la formation professionnelle continue
- L'Orientation à distance